# Бигль-2
«Бигль-2» — посадочный модуль, предназначенный для исследований в рамках миссии «Марс-экспресс» в 2003 году. Разработан британскими учёными под руководством Колина Пиллинджера для поиска следов жизни на Марсе. Назван в честь корабля «Бигль», на котором путешествовал Чарлз Дарвин.
Аппарат успешно сел на Марс, но не вышел на связь и был обнаружен только через 12 лет.

## План миссии и ход полета
Предполагалось, что аппарат проработает на поверхности планеты около 180 дней, с возможным продлением миссии до одного марсианского года (687 земных дней). «Бигль-2» должен был исследовать геологию, минералогию, геохимию места посадки, собрать данные по метеорологической обстановке и климату, провести поиск следов существования жизни на Марсе. Посадка состоялась 25 декабря 2003 года, но аппарат на связь не вышел.

## Место посадки
В декабре 2005 года при анализе снимков поверхности Марса, сделанных межпланетным аппаратом Mars Global Surveyor, учёные обнаружили предположительное место посадки модуля «Бигль-2». Изучив фотографии, учёные заявили, что зонд опустился на Марс почти невредимым. На фотографии можно увидеть несколько тёмных пятен, которые могли быть воздушными подушками и парашютами аппарата. Впоследствии выяснилось, что тёмные пятна не имели отношения к «Биглю».
Об определении действительного места посадки аппарата учёные объявили 16 января 2015 года. «Бигль-2» идентифицирован на снимках камеры HiRISE, которая установлена на орбитальном аппарате НАСА Mars Reconnaissance Orbiter. Оказалось, что «Бигль-2» совершил посадку в запланированном участке (приблизительно 170 × 100 километров) в 5 километрах от его центра. После посадки панели солнечных батарей не развернулись полностью. Полное развертывание всех панелей было необходимо, чтобы не загораживать радиоантенну, которая передаёт данные и принимает команды с Земли через ретранслятор — орбитальную станцию миссии. Место посадки — равнина Исиды, 11°31′44″ с. ш. 90°25′53″ в. д. / 11,52879° с. ш. 90,43139° в. д..

## «Бигль-2» в массовой культуре
В первой части фильма «Трансформеры» министру обороны США показывают, что марсоход «Бигль» заснял и передал на Землю изображение десептикона на Марсе. При этом «Бигль» ошибочно назван миссией НАСА.

## Галерея

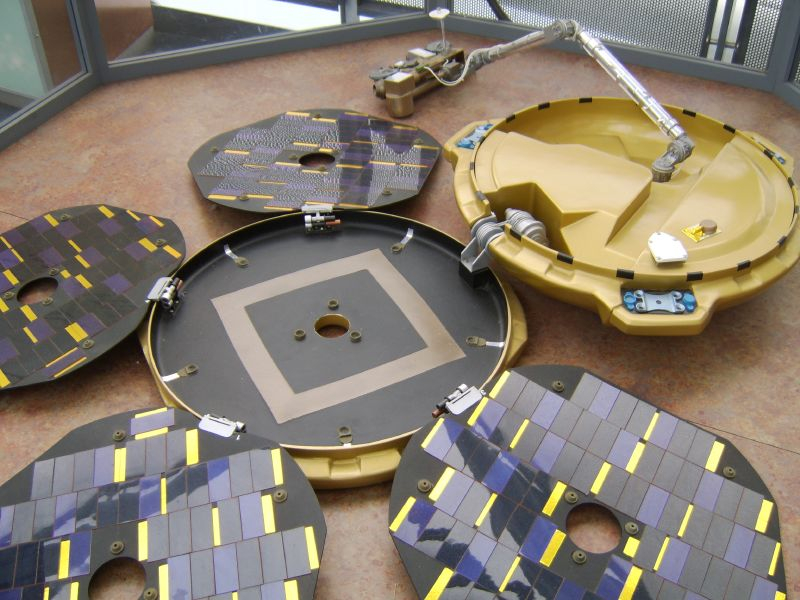
Масштабная модель «Бигль-2» в национальном космическом центре в Лестере
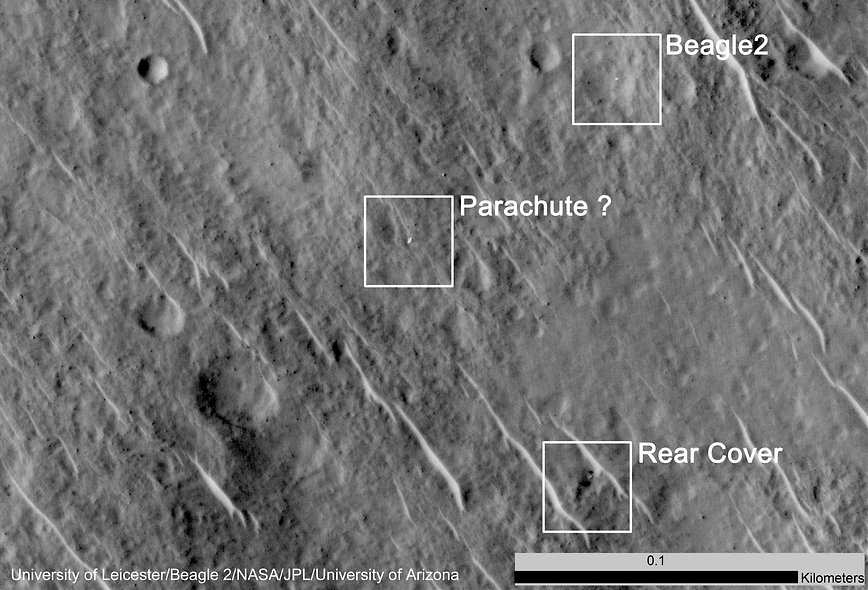
Компоненты аппарата «Бигль-2» на поверхности Марса. Снимок сделан АМС Mars Reconnaissance Orbiter 29 июня 2014 года